# القلاخ بن زيد
القُلَاخُ بْنُ زَيْدٍ، كان شاعرًا من بني عمرو بن مالك. قَالَ يُخَاطِبُ أَبَاهُ، وكان قد تزوج بعد أُمِّهِ امرأةً تحمله على جفوة ولده: